# Anthea Turner
Anthea Turner (Stoke-on-Trent, 25 de maio de 1960) é uma jornalista e apresentadora de televisão británica. Já apresentou programas como Blue Peter. Participou do Celibrity Big Brother em 2001. Esteve em contrato com a GMTV.